# گولدن (تگزاس)
گولدن (به انگلیسی: Golden) یک منطقهٔ مسکونی در ایالات متحده آمریکا است که در تگزاس واقع شده‌است. گولدن ~۲۰۰ نفر جمعیت دارد.